# Spitting Image
Spitting Image ou Portraits crachés est une émission de télévision satirique diffusée du 26 février 1984 au 18 février 1996 sur le réseau britannique ITV.
En France, une vingtaine d'émissions est diffusée du 19 décembre 1987, au 22 août 1990 en version originale sous-titrée sur M6.
La série a été nommée et a remporté de nombreux prix au cours de sa diffusion, dont dix BAFTA Television Awards, un pour le montage en 1989 et deux Emmy Awards en 1985 et 1986.

## Description
Spitting Image présentait des caricatures de marionnettes de célébrités bien connues des années 1980 et 1990, parmi lesquelles les premiers ministres britanniques Margaret Thatcher et John Major, ainsi que d’autres politiciens, le président américain Ronald Reagan et la famille royale britannique ; la série a été la première à caricaturer la reine mère (en tant que buveuse de gin âgée avec une voix de type Beryl Reid).

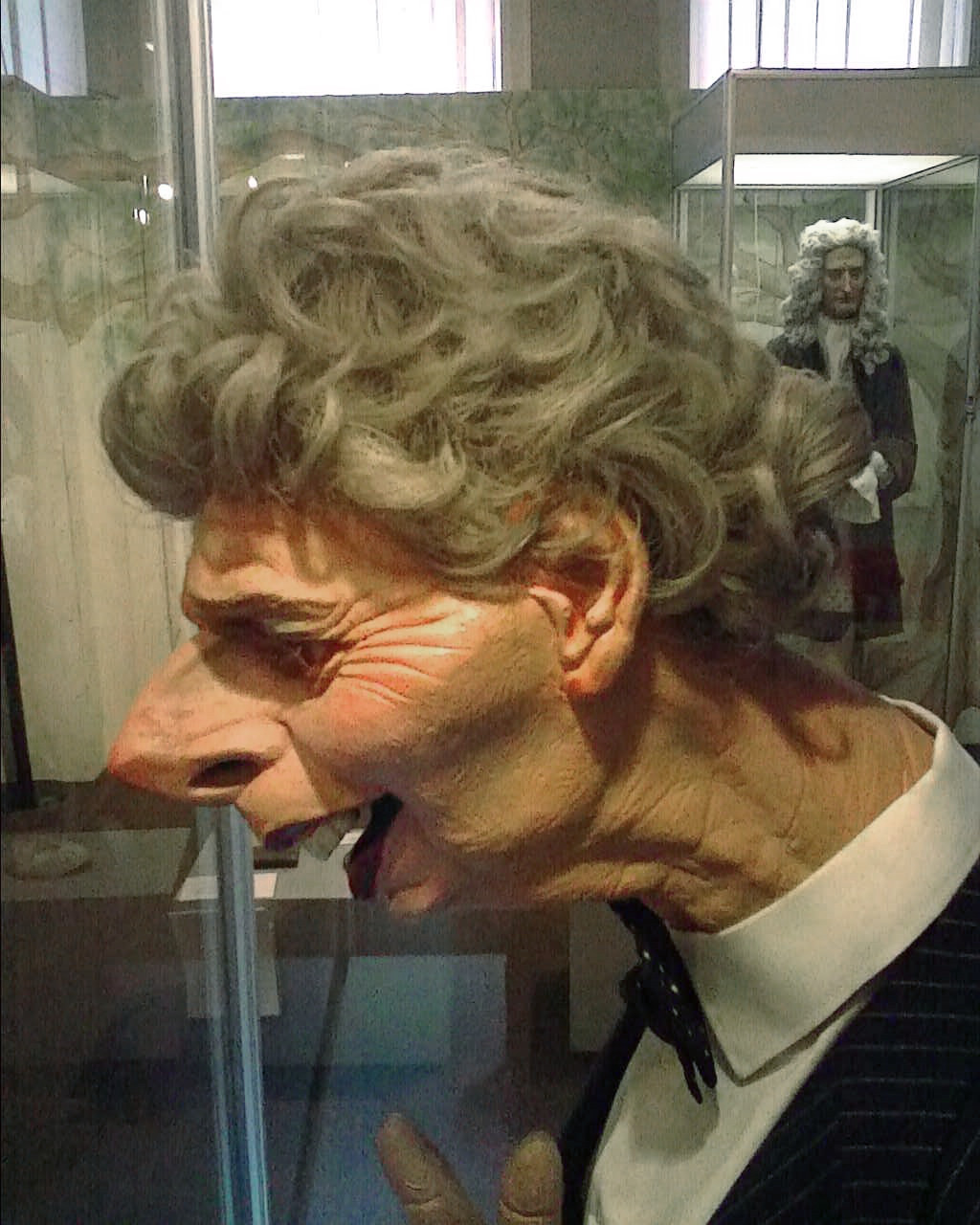
Marionnette de Margaret Thatcher, exposée au Grantham Museum.

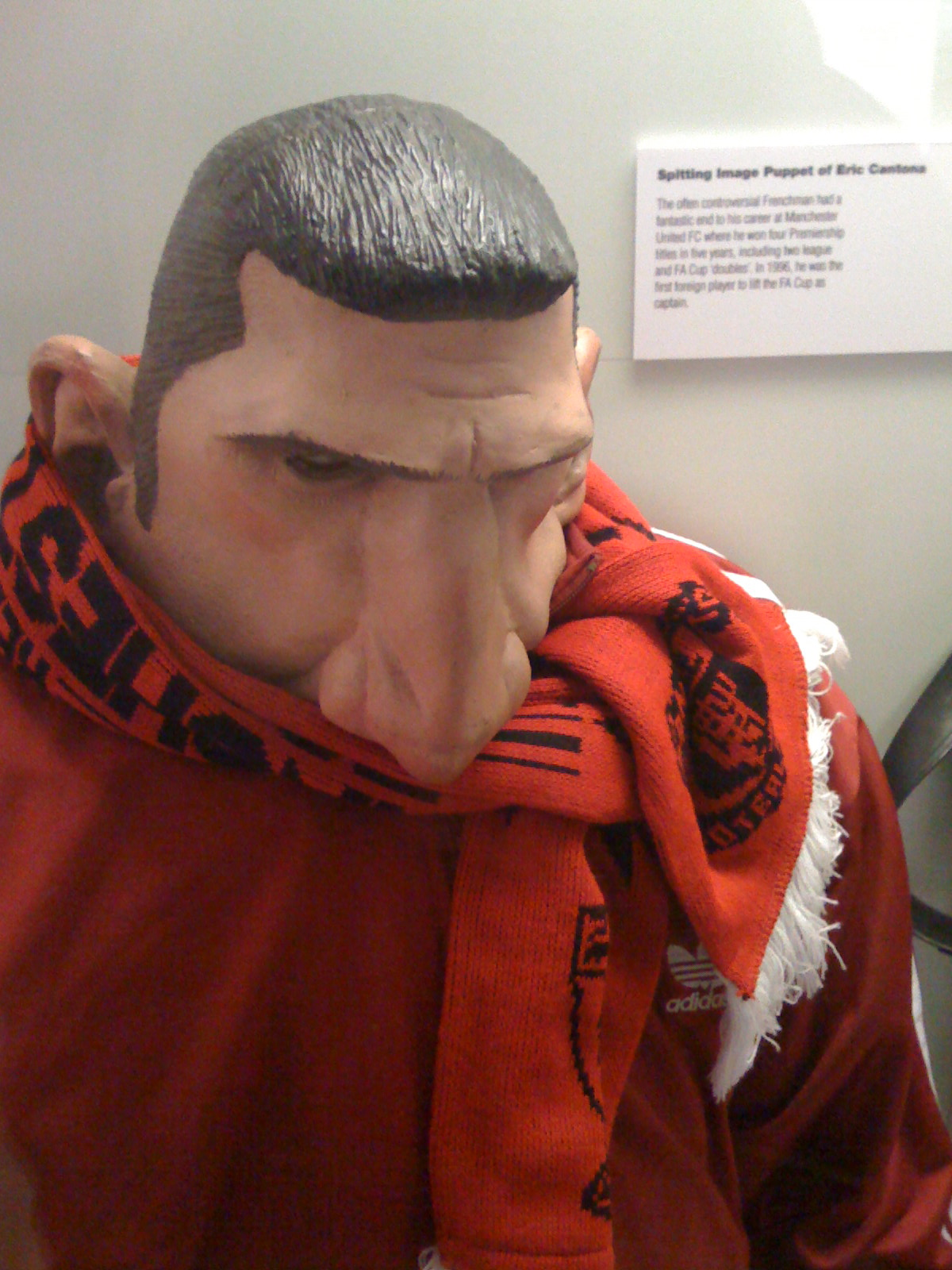
Marionnette d'Éric Cantona.

Étant une des séries les plus regardées des années 1980 et du début des années 1990, Spitting Image faisait une satire du monde de la politique, du divertissement, du sport et de la culture britannique de l'époque et, à son apogée, était regardée par 15 millions de personnes. La série est arrêtée en 1996, après le déclin de l'audience.
ITV avait prévu une nouvelle série en 2006, mais celle-ci est abandonnée à la suite d'un différend au sujet des marionnettes de Ant & Dec (en), utilisées pour présenter Best Ever Spitting Image et qui furent créés contre les souhaits de Roger Law.
En 2018, Law a fait don de l'ensemble de ses archives, y compris des scripts originaux, des moules de marionnettes, des dessins et des enregistrements à la Cambridge University.
L'émission a fortement influencé les créateurs de l'émission satirique française Les Guignols de l'info, à l'initiative d'Alain De Greef,,,.
Une nouvelle série de même nom (en) a vu le jour le 3 octobre 2020 au Royaume-Uni, diffusée sur BritBox (en), avec des caricatures plus récentes comme Kanye West, Boris Johnson ou Donald Trump. Après deux saisons diffusées, la série est annulée le 24 octobre 2022. Elle est relancée en juillet 2025 sur Youtube, sous le nom Spitting Image: The Rest Is Bulls*!t .

## Historique de la diffusion

### Saisons
| Saisons   | Années | Dates                     | Nbre épisodes | Heure de diffusion       |
| --------- | ------ | ------------------------- | ------------- | ------------------------ |
| Saison 1  | 1984   | 26 février – 17 juin      | 12 épisodes   | principalement à 22 h    |
| Saison 2  | 1985   | 6 janvier – 24 mars       | 11 épisodes   | principalement à 22 h    |
| Saison 3  | 1986   | 6 janvier – 2 novembre    | 18 épisodes   | principalement à 22 h    |
| Saison 4  | 1987   | 1er novembre – 6 décembre | 6 épisodes    | principalement à 22 h    |
| Saison 5  | 1988   | 6 novembre – 11 décembre  | 6 épisodes    | principalement à 22 h    |
| Saison 6  | 1989   | 11 juin – 9 juillet       | 5 épisodes    | principalement à 21 h 30 |
| Saison 7  | 1989   | 12 novembre – 17 décembre | 6 épisodes    | principalement à 22 h 5  |
| Saison 8  | 1990   | 13 mai - 24 juin          | 6 épisodes    | principalement à 22 h 5  |
| Saison 9  | 1990   | 11 novembre – 16 décembre | 6 épisodes    | principalement à 22 h 5  |
| Saison 10 | 1991   | 14 avril - 19 mai         | 6 épisodes    | principalement à 22 h 5  |
| Saison 11 | 1991   | 10 novembre – 15 décembre | 6 épisodes    | principalement à 22 h 5  |
| Saison 12 | 1992   | 12 avril - 17 mai         | 6 épisodes    | principalement à 22 h 5  |
| Saison 13 | 1992   | 4 octobre – 8 novembre    | 6 épisodes    | 22 h 5                   |
| Saison 14 | 1993   | 16 mai - 20 juin          | 6 épisodes    | 22 h 45                  |
| Saison 15 | 1993   | 7 novembre – 12 décembre  | 6 épisodes    | 22 h                     |
| Saison 16 | 1994   | 1er mai - 5 juin          | 6 épisodes    | 22 h                     |
| Saison 17 | 1994   | 6 novembre – 18 décembre  | 7 épisodes    | 22 h                     |
| Saison 18 | 1996   | 14 janvier – 18 février   | 6 épisodes    | 23 h 15                  |

### Épisodes spéciaux
| Titre                                               | Année | Date         | Heure de diffusion | Durée      |
| --------------------------------------------------- | ----- | ------------ | ------------------ | ---------- |
| Down And Out In The White House                     | 1986  | 14 septembre | 21 h 45            | 45 minutes |
| The Spitting Image 1987 Movie Awards                | 1987  | 4 avril      | 22 h 45            | 30 minutes |
| Election Special                                    | 1987  | 11 juin      | 22 h               | 45 minutes |
| A Non-Denominational Spitting Image Holiday Special | 1987  | 27 décembre  | 22 h               | 30 minutes |
| The Ronnie And Nancy Show                           | 1988  | 17 avril     | 21 h 30            | 30 minutes |
| Bumbledown - The Life and Times of Ronald Reagan    | 1988  | 29 octobre   | 22 h 15            | 45 minutes |
| The Sound Of Maggie                                 | 1989  | 6 mai        | 22 h 10            | 45 minutes |
| Election Special                                    | 1992  | 8 avril      | 22 h 40            | 30 minutes |
| The Spitting Image Pantomime                        | 1993  | 26 décembre  | 22 h               | 30 minutes |
| Ye Olde Spitting Image                              | 1995  | 1er janvier  | 22 h 45            | 30 minutes |
| Spitting Image at 30                                | 2014  | 28 février   | 21 h 30            | 30 minutes |

## Réalisateurs
- 1984-1987 : Peter Harris (13 épisodes)
- 1984-1990 : Bob Cousins (7 épisodes)
- 1984 : Philip Casson (2 épisodes)
- 1985 : John Stroud (6 épisodes)
- 1986-1994 : Graham C. Williams (13 épisodes)
- 1986 : Gordon Elsbury (4 épisodes)
- 1986 : Geoffrey Sax (3 épisodes)
- 1986 : Tom Poole (2 épisodes)
- 1987-1992 : John Henderson (10 épisodes)
- 1989-1994 : Steve Bendelack (20 épisodes)
- 1989 : Richard Bradley (5 épisodes)
- 1990-1991 : Liddy Oldroyd (7 épisodes)
- 1990 : Sean Hardie (3 épisodes)
- 1990 : Matt Forrest (non crédité, 6 épisodes)
- 1991-1994 : Andy De Emmony (6 épisodes)
- 1994 : Beryl Richards (3 épisodes)
- Steve Connelly (épisodes inconnus)

## Adaptations
Le programme a été adapté dans un jeu vidéo, Spitting Image (en) et un magazine de comics.

## Dans la culture populaire
Le clip vidéo de la chanson Land of Confusion du groupe Genesis fait appel aux marionnettes de l’émission, avec notamment celles de Ronald et Nancy Reagan, ainsi que Sylvester Stallone (en Rambo), diverses stars et personnages du show business américain (Prince, Madonna, Leonard Nimoy en Mr Spock, Woody Allen et Mia Farrow, Tom Cruise , etc.), des personnalités du monde anglophone (la princesse Lady Di, la reine Élisabeth II, etc.) ou de la politique internationale (le pape Jean-Paul II, Mikhaïl Gorbatchev, le colonel Kadhafi, l'ayatollah Khomeini, etc.), en plus des marionnettes des membres du groupe Genesis, en particulier celle du chanteur Phil Collins.

## Du même créateur
- Winjin' pom, une série télévisée de marionnettes en six épisodes.